# Aeropuerto Evelio Javier
El Aeropuerto Evelio Javier (en filipino: Paliparang Evelio Javier, en hiligainón: Hulugpaan sang Evelio Javier) (IATA: EUQ, OACI: RPVS), también conocido como Aeropuerto de Antique y Aeropuerto de San José, es el único aeropuerto de la provincia de Antique en Filipinas. El aeropuerto se encuentra en la ciudad capital de provincia de San José.
El aeropuerto recibe su nombre de Evelio Javier, un antiguo gobernador de Antique y crítico del antiguo presidente Ferdinand Marcos. Fue brutalmente asesinado a comienzos de los ochenta.

## Aerolíneas y destinos
- Mid-Sea Express | Manila (inicia 24 de agosto de 2012)